# Bart Michiels
Bart Michiels est un joueur d'échecs belge né le 30 octobre 1986 à Gand. Champion de Belgique en 2004 et 2011, il a obtenu le titre de Grand maître international en 2014.
Au 1er février 2016, Bart Michiels est le numéro trois belge avec un classement Elo de 2 529.

## Compétitions par équipe
Il a représenté la Belgique lors de trois olympiades (en  2010, 2012 et 2014). Lors de l'olympiade d'échecs de 2010 et du championnat d'Europe par équipe de 2013, il jouait au premier échiquier de l'équipe belge.